# Музей польского оружия

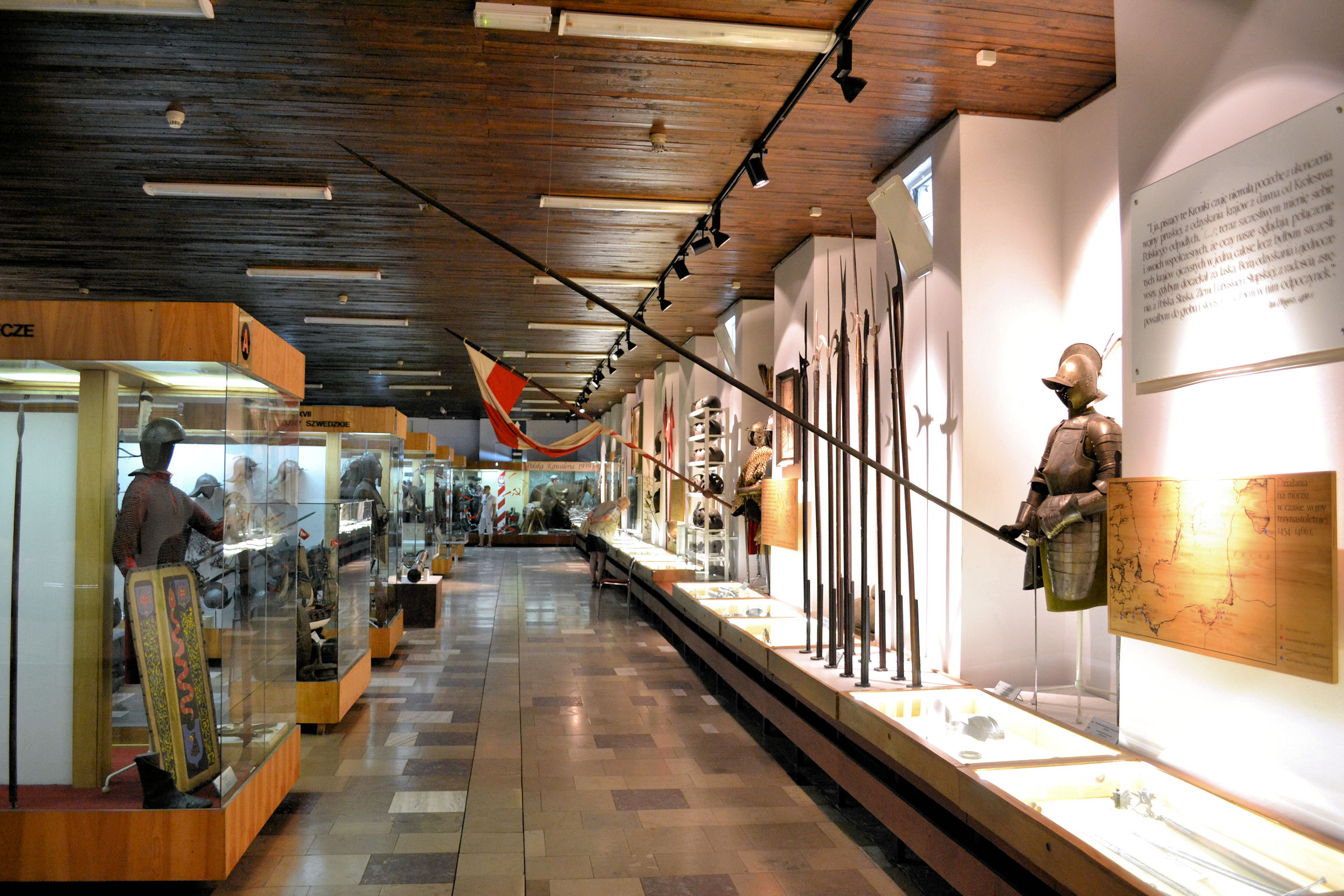
Экспозиция музея

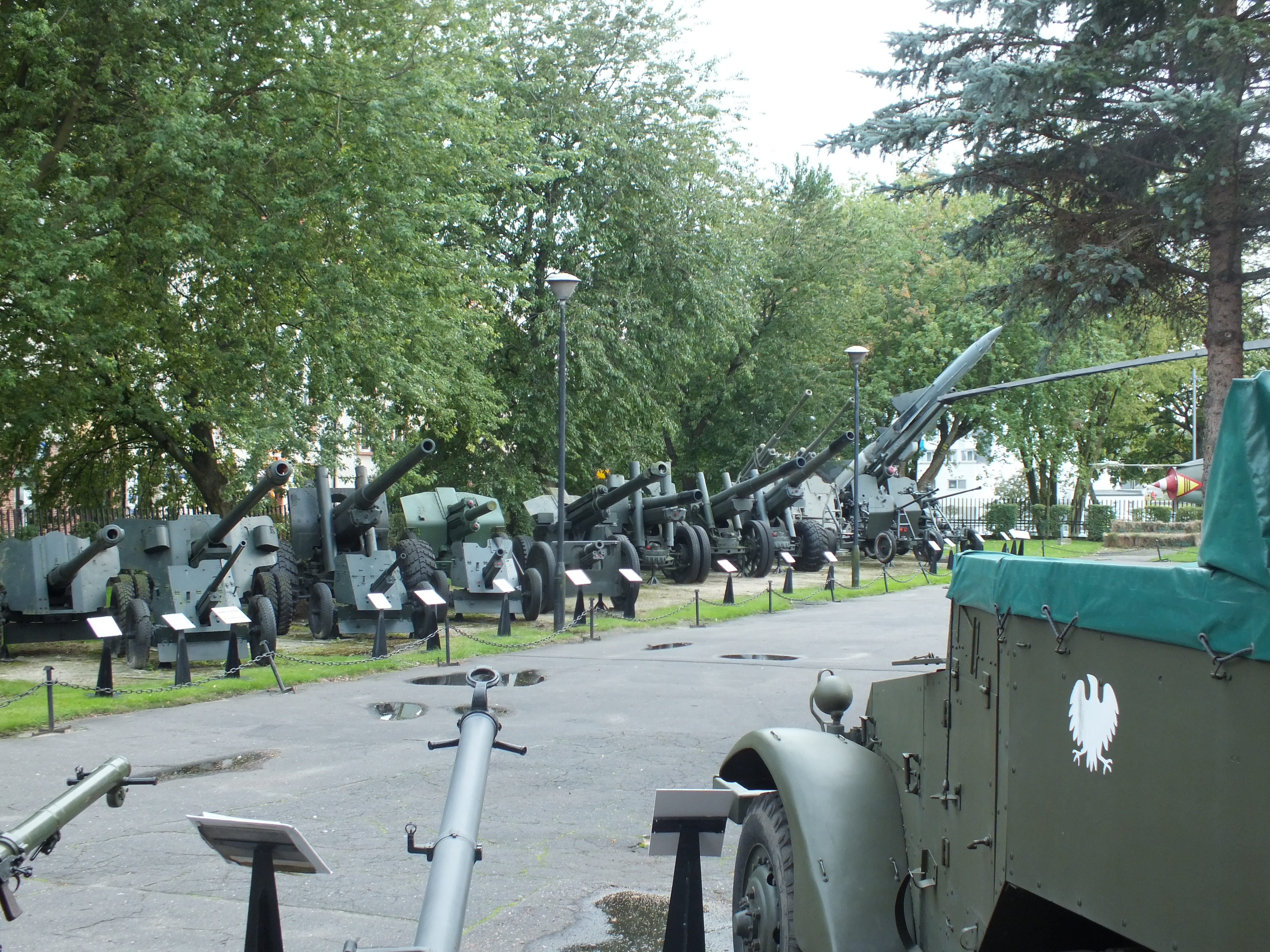
Экспозиция музея

Музей польского оружия (пол. Muzeum Oręża Polskiego) — музей, находящийся в городе Колобжег, Западно-Поморское воеводство, Польша. Музей внесён в Государственный реестр музеев. Главное здание музея находится во дворце Брауншвейгов на улице Армии Крайовой, дом 13. Существует также комплекс зданий по адресу ул. Герчак, 5.

## История
Музей был основан в 1963 году. Первоначально коллекция вооружения находилась на улице Герчак рядом с историческим зданием XV века.

## Описание
Основная коллекция музея находится в комплексе зданий на улице Герчак. В этом отделении в различных зданиях демонстрируются средневековые пики, кольчуги, катапульты, древковое и огнестрельное оружие. Морская экспозиция демонстрирует музейные материалы, среди которых находятся различные морские вооружения и предметы, связанные с навигацией. Существуют музейные предметы, связанные с польскими восстаниями XVIII—XIX веков.
В отделении на улице Герчак находятся различные виды вооружения и обмундирования польских военнослужащих времён Первой и Второй мировых войн. На открытом воздухе выставлены автомобили, самолёты, бронетехника и артиллерийское вооружение.
В бывшем дворце Брауншвейгов на улице Армии Крайовой находится постоянные выставки «История Колобжега» и «Метрологическая коллекция».